# Assemblea General de les Nacions Unides
L'Assemblea General de les Nacions Unides és un dels cinc òrgans principals de l'Organització de les Nacions Unides. Està integrada per tots els estats membres i es reuneix almenys una vegada a l'any en una sessió dirigida per un president electe pels representants. La primera sessió es va celebrar el 10 de gener de 1946 al Westminster Central Hall de Londres, i hi participaren els representants de les 51 nacions membres originals.
La sessió regular usualment comença el tercer dimarts de setembre i acaba la segona setmana de desembre. Es poden celebrar sessions especials per petició del Consell de Seguretat, per la majoria dels membres de l'ONU, o si la majoria està d'acord, pot ser convocada per un sol membre. Per exemple, es va convocar una sessió especial l'octubre de 1995 per a commemorar el 50è aniversari de l'organització.
Les votacions de l'Assemblea General sobre qüestions rellevants, que inclouen les recomanacions sobre la pau i la seguretat; l'elecció dels membres als diversos òrgans de l'ONU; l'admissió, suspensió o expulsió d'algun membre; o decisions relacionades amb el pressupost; requereixen un quòrum de 2/3. Les altres qüestions es decideixen per majoria absoluta. Cada estat membre té el dret a un vot. Les resolucions de l'Assemblea, tret de l'aprovació del pressupost, són només una recomanació i no pas obligacions als estats membres. L'Assemblea pot fer recomanacions sobre qualsevol afer relacionat amb l'ONU, llevat les qüestions relacionades amb la pau i seguretat que han de ser considerades pel Consell de Seguretat.
Atès que és l'únic òrgan que té representació de tots els estats membres, l'Assemblea és un fòrum per les noves iniciatives relacionades amb qüestions internacionals, econòmiques i de drets humans. Pot iniciar estudis, fer recomanacions, desenvolupar i codificar lleis internacionals, promoure els drets humans, i estendre els programes econòmics, socials, culturals i educatius existents.
L'Assemblea pot prendre accions per mantenir la pau internacional si el Consell de Seguretat no ho pot fer a causa d'un desacord entre els membres permanents. Les resolucions "Units per la Pau", adoptades el 1950 donen el poder a l'Assemblea per a convocar sessions d'emergència per a fer recomanacions col·lectives, incloent l'ús de la força armada, si hi ha hagut una violació d'acords de pau o una agressió. Dos terços dels membres han d'aprovar, però, dites recomanacions. Aquest tipus de sessions d'emergència s'han celebrat en nou ocasions. La més recent, el 1982 va considerar la situació dels territoris àrabs ocupats per l'extensió unilateral d'Israel cap al Golan.
Durant la dècada de 1980, l'Assemblea es convertí en un fòrum per al diàleg Nord-Sud, és a dir, per a les discussions entre els països industrialitzats i els països en desenvolupament. Aquestes discussions van ser necessàries per causa del canvi en la composició de l'Assemblea per l'entrada de nous membres. El 1945 l'ONU tenia 51 membres, avui dia en té 193, dels quals dos terços són nacions en desenvolupament.
En la primera sessió especial de l'Assemblea General de l'ONU el 1947, Osvaldo Aranha, aleshores el cap de la delegació brasilera a l'ONU, començà una tradició encara vigent, que el primer orador del fòrum internacional és un brasiler.

## Història
La primera sessió de l'Assemblea General de l'ONU es va convocar el 10 de gener de 1946 al Methodist Central Hall de Londres i va incloure representants de 51 nacions. Fins que es va traslladar a la seva seu permanent a Manhattan el 1951, l'Assemblea es va reunir a l'antic Pavelló de la Ciutat de Nova York de la Fira Mundial de Nova York de 1939 a Flushing, Nova York. El 29 de novembre de 1947, l'Assemblea va votar l'adopció del Pla de Partició de les Nacions Unides per a Palestina en aquest lloc.
Durant el període 1946-1951, l'Assemblea General, el Consell de Seguretat i el Consell Econòmic i Social també van celebrar sessions a la seu provisional de les Nacions Unides a Lake Success, Nova York. Durant aquest període, el 1949, la cadena de televisió CBS va retransmetre en directe aquestes sessions en la seva sèrie Nacions Unides en Acció, produïda pel periodista Edmund Chester.
Es va traslladar a la seu permanent de les Nacions Unides a Nova York al començament del seu setè període ordinari anual de sessions, el 14 d'octubre de 1952. Al desembre de 1988, per tal d'escoltar Iàssir Arafat, l'Assemblea General va organitzar la seva 29a sessió al Palau de les Nacions, a Ginebra, Suïssa.

## Membresia
Els 193 membres de les Nacions Unides són membres de l'Assemblea General, amb l'addició de la Santa Seu i Palestina com a Estats observadors, així com la Unió Europea (des de 1974). A més, l'Assemblea General de les Nacions Unides pot concedir la condició d'observador a una organització o entitat internacional, cosa que li dona dret a participar en els treballs de l'Assemblea General de les Nacions Unides, encara que amb limitacions.

## Resolucions

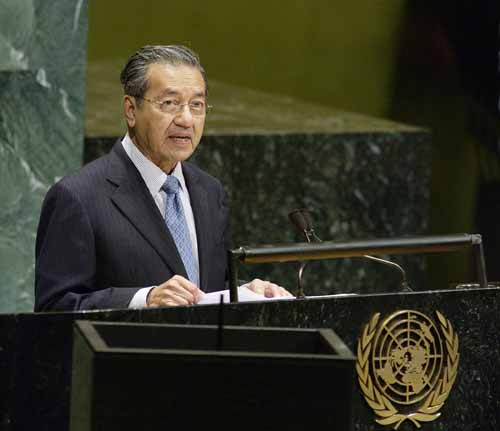
Mahathir Mohamad, Primer Ministre de Malàisia, davant de l'Assemblea General de les Nacions Unides el 25 de setembre de 2003

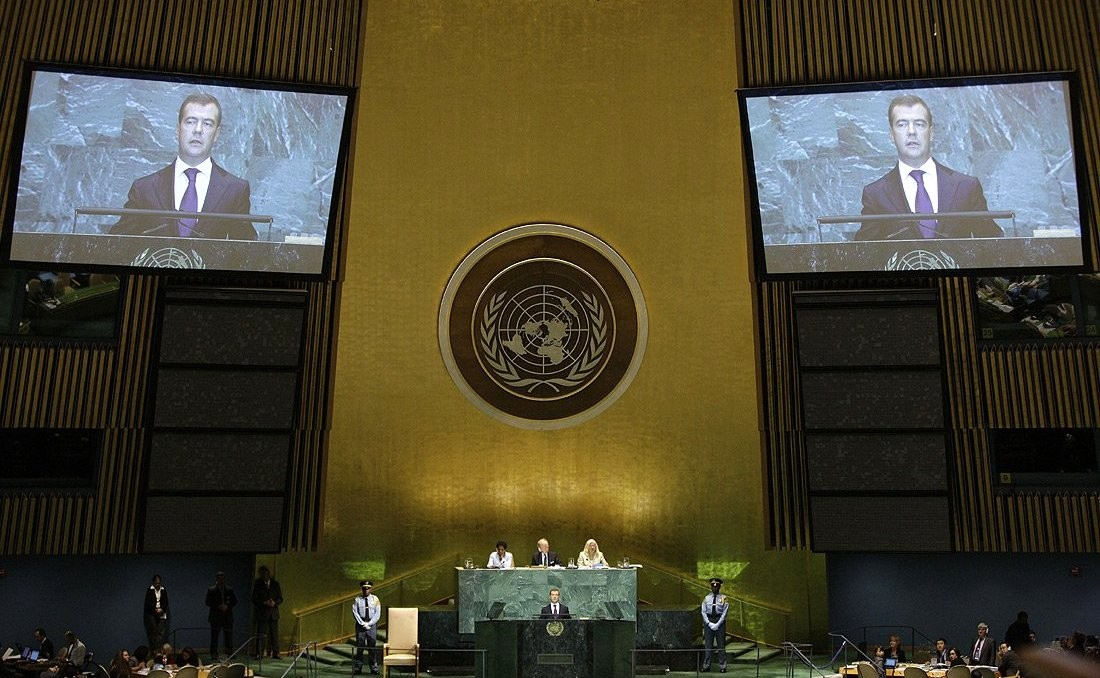
El president rus, Dmitri Medvédev, pronuncia un discurs davant la 64a sessió de l'Assemblea General de l'ONU el 24 de setembre del 2009.

L'Assemblea General vota moltes resolucions presentades pels estats patrocinadors. En general, es tracta de declaracions que simbolitzen el sentir de la comunitat internacional sobre una sèrie de qüestions mundials. La majoria de les resolucions de l'Assemblea General no són executables des del punt de vista jurídic o pràctic, ja que l'Assemblea General manca de poders coercitius respecte a la majoria de les qüestions. L'Assemblea General té autoritat per prendre decisions definitives en alguns àmbits, com el pressupost de les Nacions Unides.
L'Assemblea General també pot remetre una qüestió al Consell de Seguretat perquè adopti una resolució vinculant.

### Numeració de les resolucions
Des del 1r període de sessions de l'Assemblea General fins al 30è, totes les resolucions de l'Assemblea General es van numerar consecutivament, amb el número de la resolució seguit del número del període de sessions en números romans (per exemple, la Resolució 1514 (XV), que va ser la resolució número 1514 adoptada per l'Assemblea, i va ser adoptada en el Quinzè Període Ordinari de Sessions (1960)). A partir del trenta-unè període de sessions, les resolucions es numeren per període de sessions individual (per exemple, la Resolució 41/10 representa la desena resolució adoptada en el quaranta-unè període de sessions).

## Eleccions

Divisió de l'Assemblea General per pertinença als cinc Grups Regionals de les Nacions Unides:
Grup d'Estats Africans (54)
Grup d'Estats d'Àsia-Pacífic (54)
Grup d´Estats d´Europa Oriental (23)
Grup d'Estats d'Amèrica Llatina i el Carib (33)
Grup d'Estats d'Europa Occidental i d'altres Estats (28)
Sense grup

La Carta de les Nacions Unides encomana a l'Assemblea General l'elecció dels membres dels diferents òrgans del sistema de les Nacions Unides. El procediment per a aquestes eleccions es troba a la Secció 15 del Reglament de l'Assemblea General. Les eleccions més importants per a l'Assemblea General inclouen les del proper President de l'Assemblea General, el Consell de Seguretat, el Consell Econòmic i Social, el Consell de Drets Humans, el Tribunal Internacional de Justícia, els jutges del Tribunal Contenciós Administratiu de les Nacions Unides i el Tribunal d'Apel·lacions de les Nacions Unides. La majoria de les eleccions se celebren anualment, tret de l'elecció dels jutges de la CIJ, que té lloc cada tres anys.
L'Assemblea elegeix anualment cinc membres no permanents del Consell de Seguretat per a mandats de dos anys, 18 membres del Consell Econòmic i Social per a mandats de tres anys i 14-18 membres del Consell de Drets Humans per a mandats de tres anys. També elegeix els dirigents de la següent sessió de l'Assemblea General, és a dir, el proper President de l'Assemblea General, els 21 Vicepresidents i les taules de les sis comissions principals.
Les eleccions al Tribunal Internacional de Justícia se celebren cada tres anys per tal de garantir la continuïtat al si del tribunal. En aquestes eleccions, cinc jutges són elegits per a mandats de nou anys. Aquestes eleccions se celebren conjuntament amb el Consell de Seguretat, i cal que els candidats obtinguin la majoria absoluta dels vots en ambdós òrgans.
L'Assemblea també tria, juntament amb el Consell de Seguretat, el proper secretari general de les Nacions Unides. La part principal d'aquestes eleccions se celebra al Consell de Seguretat i l'Assemblea General es limita a nomenar el candidat que rep la nominació del Consell.

### Grups regionals

Repartiment dels escons del Consell Econòmic i Social en funció de l'agrupació regional:
Estats Africans (14)
Estats d'Àsia-Pacífic (11)
Estats d'Europa de l'Est (6)
Estats d'Amèrica Llatina i el Carib (10)
Europa Occidental i altres Estats (13)

Els Grups Regionals de les Nacions Unides es van crear per facilitar la distribució geogràfica equitativa dels llocs entre els Estats membres als diferents òrgans de les Nacions Unides. La Resolució 33/138 de l'Assemblea General estableix que "la composició dels diversos òrgans de les Nacions Unides ha de ser tal que n'asseguri el caràcter representatiu". Així, els Estats membres de les Nacions Unides es divideixen informalment en cinc regions, i la majoria dels òrgans del sistema de les Nacions Unides tenen assignat un nombre específic de llocs per a cada grup regional. A més, la direcció de la majoria dels òrgans també trencada entre els grups regionals, com la presidència de l'Assemblea General i la de les sis comissions principals.
Els grups regionals treballen segons el principi del consens. Els candidats avalats per ells són, per regla general, elegits per l'Assemblea General a les eleccions posteriors.